# Драгодана
Драгодана (рум. Dragodana) — село у повіті Димбовіца в Румунії. Входить до складу комуни Драгодана.
Село розташоване на відстані 66 км на північний захід від Бухареста, 22 км на південь від Тирговіште, 131 км на схід від Крайови, 104 км на південь від Брашова.

## Населення
За даними перепису населення 2002 року у селі проживали 1277 осіб, усі — румуни. Усі жителі села рідною мовою назвали румунську.